# كوكو شانيل
غابرييل بونور شانيل أو كوكو شانيل (بالفرنسية: Coco Chanel)‏ (مواليد 19 أغسطس/آب 1883 - 10 ديسمبر/كانون الثاني 1971). مصممة أزياء فرنسية رائدة أدخلت «البساطة الراقية» إلى عالم الأزياء وتعد من أهم شخصيات القرن العشرين. أثرها كان كبير جداً وكانت من بين الأشخاص المتواجدين في لائحة أهم 100 شخصية عالميا والأكثر تأثيراً في القرن عشرين، والتي أُصدرت من قبل مجلة تايم الشهيرة. وحاليا تعد علامة شانيل هي من أهم علامات الأزياء عالمياً.
اشتهرت شانيل بالعزم لمدى الحياة، والطموح، والطاقة التي طبقت في حياتها المهنية والاجتماعية، حيث حققت كل من النجاح المالي كسيدة أعمال وقفزت إلى مكانة اجتماعية عالية في المجتمع الفرنسي وذلك بفضل الاتصالات التي قد قدمت من خلال عملها ويشمل ذلك كونها المدير للعديد من الفنانين والحرفيين، فقد كان لها ثروة صافية في عام 1970 بقيمة 19 بیلیون (ما يعادل مبلغ 118 بیلیون في عام 2015)، مما يجعلها واحدة من أغنى النساء في كل العصور. ظهرت علاقاتها الاجتماعية لتشجع نظرة شخصية متحفظة جداً.
أغلقت دار الأزياء الخاصة بها في عام 1939، مع اندلاع الحرب العالمية الثانية. بقيت شانيل في فرنسا وتعرضت لانتقادات خلال الحرب لتعاونها مع المحتلين النازيين الألمان ونظام فيشي العميل لتعزيز مسيرتها المهنية. كان أحد اتصالات شانيل مع الدبلوماسي الألماني البارون (فراير) هانز غونتر فون دينكلاج. بعد الحرب، تم استجواب شانيل حول علاقتها بدينكلاج، لكن لم يتم اتهامها بالمتعاونة بسبب تدخل صديقها رئيس الوزراء البريطاني ونستون تشرشل. وعندما انتهت الحرب، انتقلت شانيل إلى سويسرا، وعادت إلى باريس عام 1954 لإحياء دار الأزياء الخاصة بها. في عام 2011، نشر هال فوغان سيرة ذاتية عن شانيل بناءً على وثائق رفعت عنها السرية حديثًا، كاشفاً أنها تعاونت بشكل مباشر مع جهاز المخابرات النازي (الشرطة الأمنية الألمانية). أشارت الوثائق إلى خطط شانيل لنقل عرض سلام قوات الأمن الخاصة إلى تشرشل في أواخر عام 1943 لإنهاء الحرب.

## حياتها المبكرة
ولدت غابرييل شانيل في عام 1883 من أم عزباء غير متزوجة تدعى أوجيني جين ديفولا والتي تعرف بجين امرأة الغسيل وذلك في مستشفى خيري تديره «راهبات العناية الإلهية» في سومور، مين-إي-لوار، فرنسا. فهي كان الابنة الثانية لجين من ألبرت شانيل، أما اختها جوليا فتصغرها بعام تقريباً. كان ألبرت شانيل بائع شوارع للمتوجلين الذي روجتها ملابس كلا من العمل والملابس الداخلية للذين يعيشون حياة الترحال والسفر من وإلى بلدان السوق، فكانت الأسرة تقيم في المساكن المتهدمة. تزوج ألبرت بجين ديقولا في عام 1884 محاولا إقناع عائلتها بذلك حيث كانوا متحدين على نحو فعال ليدفعوا لألبرت مقابل زواجها به. سُجل اسم شانيل عند ولادتها بـ«تشانسيل» كسجيل رسمي حيث كانت جين غير راضية تماما ومع غياب كل من الوالدين كان هناك خطأ إملائي في اسم العائلة وربما ذلك بسبب خطأ كتابي. فكان لدى الزوجان خمسة من الأطفال الناجين – صبيان وثلاث فتيات – الذي عاشوا تحت سقف غرفة واحدة مزدحمة في بلدة بريف-لا-غايلارد.
توفيت والدت غابرييل بسبب التهاب شعبي وهي في عمر 32 عندما كانت غابرييل في عمر الـ12. وقام والدها بإرسال أبنائه الذكور إلى الخارج للعمل كعمال مزارع وبناته الثلاثة إلى ملجأ الأيتام «أوبازيتي» مدينة كوريز في وسط فرنسا والذي كانت تتضمن أجلا دينيا «جماعة قلب مريم المقدسة» الذي قد أُسس لرعاية الفقراء بما في ذلك تشغيل المنازل للفتيات المتخلى عنهم واليتامى، فقد كانت حياة قاسية وورخيصة تطالب بالانضباظ الصارم. ولما كانت في عمر الـ18 وهو أعلى من السن القانونوي لـ«أوبازيتي» فقد اظطرت للذهاب للعيش في منزل داخلي مع فتيات كاثوليكيات في بلدة مولان.
و بعد مدة من حياتها تود شانيل أن تروي قصة طفولتها بشكل مختلف نوعا ما حيث تود أن تضيف بعض الحسابات البراقة والتي هي في الأساس غير صحيحة عمومًا. فقالت أن والدها أبحر لأمريكا للحصول على ثروته بعد وفاة والدتها، وأُرسلت لتعيش مع اثنتين من عماتها. وادعت أيضا أنها ولدت بعد عقد من الزمن من 1883 وأن والدتها توفيت عندما كانت أصغر سنا بكثير من عمر الـ12 .

## الحياة الشخصية والمهنية المبكرة

### تطلعات لمهنة المسرح
تعلمت شانيل فن الخياطة والحياكة خلال سنواتها الست في ملجأ الأيتام أوبازيني، كانت قادرة على العثور على عمل كخياطة فقد غنت في ملهى يرتاده ضباط سلاح الفرسان ومن ذلك اليوم نجحت شانيل في إنشاء مسرح لها فقد غنت في ملهى يرتاده ضباط سلاح الفرسان وقدمت لنفسها مرحلة الغناء لأول مرة في مقهى الحفل (مكان الترفيه الشعبي في ذاك العصر) في جناح يطلق عليه اسم  المؤدين«البهو»، وكانت من بين فتيات أخريات يطلق عليهن اسم poseuses  وهن من أطلقوا الترفيه آنذاك بين الحشد والمنعطفات، فقد تمكنوا من كسب المال عندما رفعت صحيفة بين الجمهور تقديرا لأدائهم، فقد كان ذاك الوقت الذي اقتبست فيه غابرييل اسم «كوكو» استنادا إلى اثنين من الأغاني الشعبية المعروفة "Ko Ko Ri Ko", and "Qui qu'a vu Coco"، أو كان إشارة إلى كلمة فرنسية تعني cocotte. خطفت شانيل الأضواء من ذلك الحين كفنانة مقهى وأشعت الأحداث لمشاركي العسكر للكاباريه.
في عام 1906 كانت تعمل شانيل في منتجع سبا التابع لفيشي، وكان وفرة الحفلات الموسيقية والمسارح والمقاهي حيث أعربت الأمل في تحقيق النجاح كفنانة فأدى شبابها ووجسدها الفاتن إعجاب الكثير من الحضور، ولكن كان لها صوت هامشي في الغناء مما أدى إلى فشلها في مجال المسارح. فقد أجبرت على على العثور على عمل في ذلك الحين حيث عملت في "Grande Grille" كواحدة من الإناث المسؤولين عن توزيع أكواب المياه المعدنية وهذا ماعرف عن فيشي. وعند انتهاء موسم الفيشي عادت شانيل إلى مولان وإلى وكرها السابق«البهو». أدركت بعد ذلك أن مرحلة المهنة الجدية لم تكن في مستقبلها أبدا.

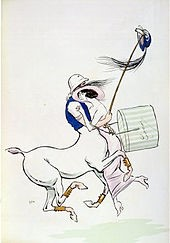
رسم كاريكاتير لشانيل وآرثر كابيل بواسطة الفنان سيم 1319.

### بالسان وكابيل
قابلت شانيل ضابط الفرسان السابق الفرنسي ووريث النسيج الثري اتيان بالسان وأصبحت عشيقته وهي في عمر الـ 23 بدلا من إيميليان آلانسون حيث أصبحت شانيل المفضلة لديه، وبعد 3 سنوات عاشت معه في قلعته Ryoallieu بالقرب من كومبيين وهي منطقة معروفة بمساراتها الفروسية المشجرة والحياة المؤرقة، فكان نمط حياة مغمور بالملذات حيث سمحت ثروة بالسان ووقت فراغه برعاية  اجتماعات توفر المتعة في الحفلات وإرضاء شهوات الإنسان، وبالرغم من كل الانحطاط آنذاك أغرق بالسان شانيل بمحاسن الحياة الغنية والسخاء من فساتين، والمجوهرات، واللؤلؤ. أيضا كتب لها كاتب السير جوستين بيكاردي، في دراستها 2010 «الأسطورة والحياة، هاربر كولينز،»: كوكو شانيل يشير إلى أن ابن شقيق مصمم الأزياء أندريه بلاسي أن الطفل الوحيد  لشقيقتها جوليا-بيرت الذي انتحر كان في الواقع -طفل شانيل من بالسان.
بدأت شانيل علاقتها الغرامية مع الكابتن أرثر أدوادر كابيل"الصبي" أحد أصدقاء بالسان في عام 1908، وكانت تحكي ذكرياتها طوال ذلك الوقت قائلة: " كان هناك رجلان من السادة من كانوا يزايدون في الثمن مقابل جسدي كان من ضمنهم كابيل الرجل الثري الأنجليزي من الطبقات الراقية، فهو من ساهم بمبايعة شانيل في باريس ومن مول أول أعمال شانيل في ذاك الحين، فقد قيل أن نمط باسي في كابيل أثرت في تصور مظهر شانيل. وكان تصميم زجاجة شانيل رقم 5 أصول المحتملة اثنين، على حد سواء يمكن أن تعزى إلى حساسيات التصميم المتطور كابيل. ويعتقد شانيل تكييف خطوط مستطيلة، مشطوف من زجاجات الزينة Charvet أنه يحمل في جلد له السفر القضية، أو أنها تكييف تصميم المصفق ويسكي كابيل المستخدمة؛ أنها معجبة كثيرا وأنها أعربت عن رغبتها في إعادة إنتاجه في "الزجاج رائعة ومكلفة وحساسة". للزوجين قضى وقتاً معا في منتجعات المألوف مثل دوفيل، ولكن على الرغم من الآمال التي كانت تحملها شانيل لكابيل في الاستقرار معا فهو لم يكن مخلصا لها أبدا، فقد دامت علاقتهم لمدة 9 سنين، وفي حين أن تزوج بسيدة إنكليزية ارستقراطية وهي ديانا يندهام في عام1918 فهو لم يقطع اتصاله تمام بشانيل فد توفي كابيل في حادث سير في 21 ديسمبر 1919. فقد أقيم نصب تذكاري على جانب الطريق في موقع الحادث الذي توفي فيه في كابيل بتكليف من شانيل. استقرت شانيل في سويسرا بعد  خمسة وعشرين عاماً من الحدث حيث أسرت إلى صديق لها يدعى بول موران قائلة: "لا بد القول أن وفاته كانت ضربة رهيبة بالنسبة لي، فقد فقدت كل شيء بمجرد فقداني لكابيل، وما يتبع ذلك لم تكن حياة سعيدة."
وقد بدأت شانيل تصميم القبعات بينما كانت تعيش مع بالسان، ففي البداية كان هذا التحويل الذي تطورت لتصبح مؤسسة تجارية. أصبحت مصصمة قبعات مرخصة في عام 1910 حيث فتحت بوتيك في شارع كامبون 21 في باريس أطلقت عليه اسم “Chanel Modes”  الفعل يضم هذا الموقع شركة ملابس راسخة، حيث ازهر مجال شانيل المهني في تصنيع القبعات النسائية في عام 1912 بعد أن ارتدت ممثلة المسارح غابرييل دورزيات في أحد مسرحيات فيرناند نوزييغ "Bel Ami"، حيث عرضت دورزيات بعد ذلك قبعات شانيل تم نشرها في في مجلة تسمى" Les Modes".

### دوفيل وبياريتز
فتحت شانيل بوتيك في دوفيل  في عام 1913 بتمويل من كابيل آرثر حيث عرضت ديلوكس عارضة ملابس مناسبة للترفيه والرياضة، وشيدت الأزياء من أقمشة متواضعة مثل جيرسي وتريكو، في الوقت ذاته تستخدم في المقام الأول للملابس الداخلية للرجال. [33] وكان الموقع رئيسي في وسط المدينة على  شارع مألوف يتضمن الأزياء. ومن هنا باعت شانيل marinière، بلوزة بحار وكنزة، القبعات والسترات. أيضا تلقت شانيل الدعم المتفاني لاثنين من أعضاء الأسرة من بينهم شقيتها انطوانيت وخالتها الأب أدريان التي كانت في سن مماثلة لها حيث كانوا يطوفون عبر البلدة والممرات يعرضون إبداعات شانيل على أساس يومي.
استعدت شانيل على إعادة إنشاء نجاح اخر كنجاح قد تمتعت به في دوفيل، فافتتحت مؤسسة في بياريتز في عام 1915، حيث تقع Côte Basque" بالقرب من عملاء أثرياء إسبانيو الجنسية. كان الوضع حيادي خلال الحرب العالمية الأولى مما يسمح لها بأن تصبح ملعب وفرا لأولئك المنفيين من بلدانهم الأصلية من الأعمال العدائية، فلم يثبت متجر "بياريتز" كمحل من المحلات، ولكن ثبت في فيلا مقابل الكازينو. أثبتت الأعمال المربحة جداً بعد سنة واحدة من العملية أن شانيل كانت قادرة على تعويض كابيل في استثماره الأصلي في عام 1916. وكان هذا القرار الوحيد لها؛ وقالت أنها لم تتشاور مع كابيل، فقد تم ذلك التعارف الارستقراطي مع المغتربين في بياريتز مع الدوق الأكبر لروسيا الديمتري بافلوفيتش، فقد كانت فترة فاصلة رومانسية تبقي ارتباط وثيق لسنوات عديدة بعد ذلك. وفي عام 1919 أطلقت من نفسها مصممة ومخيطة فأنشأت مبنا للخياطة والحياكة في شارع 31 كامبون، باريس.

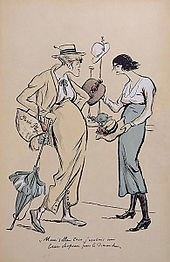
مقر الخياطة الخاص بكوكو شانيل.

## إنشاء مقر الخياطة
اشترت شانيل المبنى بأكمله في شارع 31 كامبون في عام 1918 الذي كان يقع في واحدة من المناطق الأكثر عصرية لباريس. فقد افتتحت بوتيك يمكن اعتباره التجسيد المبكر للأزياء  في عام 1921 يتميز بالملابس والقبعات والاكسسوارات، وتوسعت بعد ذلك لعرض المجوهرات والعطور، ففي عام 1927 ملكت شانيل ممتلكات خمسة أيضا في شارع كامبون تشمل المباني المرقمة من 23 إلى 31.
قُدمت شانيل للمحلن الروسي إيغور سترافينسكي عن طريق سيرجي ديغليف متعهد الباليه الروسي في الربيع في عام 1920 (حوالي أيار/مايو)، واكتشفت شانيل خلال فصل الصيف أن أسرة سترافينسكي تسعى للبحث عن مكاناً للعيش تاركين خلفهم الاتحاد السوفياتي بعد الحرب، حيث دعتهم إلى منزلها الجديد «ريسبيرو بلحاج»، في ضاحية باريس جركس حتى يتمكنوا من العثور على مكان أكثر ملاءمة، فقد وصلوا إلى «ريسبيرو بلحاج» خلال الأسبوع الثاني من أيلول/سبتمبر وبقوا آنذاك حتى أيار/مايو 1921. ضمنت شانيل أيضا إنتاج مجموعة Le Sacre du Printemps (طقوس الربيع) الجديدة الخاصة بسترافينسكي للباليه الروسي (1920) ضد خسارة مالية مع هدية مجهولة لي ديغيلف وقيل أنها 300,000 فرنك فرنسي. بالإضافة إلى استبدال مبنى بضائع الخياطة الخاص بها إلى مبنى متطور وحديث لتصميم ملابس الرقص الخاصة بالباليه الروسي. ومابين سنة 1923 حتى 1937 فقد تعاونت على إنتاجات أخرجها ديغيلف والراقص فاسلاف نغنيسكاي لا سيما رقصة Le Train bleu، و رقصات الأوبرا: (Orphée)، و أوديب الملك (Oedipe Roi).
عرض تيوفيل بدر مؤسس باريس جاليري لافاييت شانيل لرجل أعمال بيير ويرثيمير  في عام 1922، في سباقات لونغشام، وكان بدر مهتم بتدشين بيع العطر شانيل رقم 5 في متجر له، ففي عام 1924 أدلت شانيل اتفاقا مع أخوة ويرثيمير وهم بيار وبول أصحاب العطور البارزة ومستحضرات التجميل للبيت البرجوازي  منذ عام 1917 حيث أنهم خلقوا كيان اعتباري كـ«عطور شانيل،» مما جعل وويرثيميرس يوافقوا على توفير تمويل كامل لإنتاج وتسويق وتوزيع منتج شانيل رقم 5 حيث سيتلقى ويرثيميرس سبعين في المئة من الأرباح، وبدر تيوفيل حصة العشرين في المئة، بينما رخصت شانيل نفسها في عطر شانيل وانسحبت من المشاركة في جميع العمليات التجارية بنسبة عشرة بالمئة من الأسهم، وعملت شانيل لأكثر من عشرين عاماً للحصول على تحكم كامل لعطر شانيل حيث أوضحت أن بيير ويرثيمير كان سببا في فشلها.
كانت علاقة شانيل بميزيا سيغ وهي عضو بارز من النخبة البوهيمية في باريس وزوجة الرسام الإسباني خوسيه-ماريا واحدة من أطول العلاقات ترابطا، وقد قيل أن لهم سندات فورية من مثل النفوس، وقد جذبت شانيل اهتمام الجميع بعبقريتها، وخفة دمها القاتلة، وسخريتها، وهوسها التدميري.  فكان كلا من الامرأتين شخصيتين تقليديتين حيث حافظوا على صداقة المصالح المشتركة والثقة، كما تقاسموا تعاطي المخدرات. فبحلول عام 1935 أصبحت شانيل تستخدم المخدرات الاعتيادية حيث كانت تقوم بحقن نفسها مع المورفين على أساس يومي، فقد كانت كعادة تحافظ عليها حتى نهاية حياتها. واستنادا إلى إمبراطورية الرائحة لتشاندلر بيغ  كانت لوكا تورين المتعلقة بقصة ملفق في التداول فقد قالت شانيل أن " شانيل تسمى كوكو لأنها ألقت الكثير من الكوكايين الرائع في حفلات باريس.
وأخيرا قدم الكاتب كوليت وصفا غريبا عن شانيل وهو الذي انتقل في الأوساط الاجتماعية نفسها اللتي انتقلت اليها في العمل في ورشتها قائلا:«إذا كان كل وجه إنساني يحمل شبها لبعض الحيوانات، فالآنسة شانيل هي ثور أسود صغير، تلك الخصلة من شعرها الأسود المجعد وسمة من الثور العجول، تقع على جبينها ومن ثم على جفونها حيث ترقص مع كل مناورة من رأسها.» حيث ظهر ذلك في «السجون والجنة»(1932).

## وصلات خارجية
- كوكو شانيل على موقع IMDb (الإنجليزية)
- كوكو شانيل على موقع الموسوعة البريطانية (الإنجليزية)
- كوكو شانيل على موقع مونزينجر (الألمانية)
- كوكو شانيل على موقع ألو سيني (الفرنسية)
- كوكو شانيل على موقع أول موفي (الإنجليزية)
- كوكو شانيل على موقع قاعدة بيانات الأفلام السويدية (السويدية)
- كوكو شانيل على موقع إن إن دي بي (الإنجليزية)
- كوكو شانيل على موقع قاعدة بيانات الفيلم (الإنجليزية)
- الموقع الرسمي لشانيل
- Coco Chanel in the 1920s
- "Interactive timeline of couture houses and couturier biographies". Victoria and Albert Museum. مؤرشف من الأصل في 2014-10-24.
- Coco Chanel in the Art Deco Era
- Sewing patterns by Chanel
- Coco Chanel, Boy Capel and the Monsignor
- كوكو شانيل صاحبة الاسم الأشهر بعالم الأزياء